# Пам'ятки культурної спадщини Мельниці-Подільської громади
У статті наведений перелік об'єктів культурної спадщини Мельнице-Подільської громади Чортківського району Тернопільської области України.

## Пам'ятки археології
| №  | Назва                                                  | Дата | Адреса | Охоронний номер | Документ про взяття на облік |
| -- | ------------------------------------------------------ | --- | --- | --------------- | --- |
| 1  | Поселення Білівці І                                    | Черняхівська культура (III—IV ст. н. е.); празька культура (V—VII ст. н. е.) | С. Білівці, лівий берег Дністра, на перший надзаплав-ній терасі, 1 км на схід від села, навпроти острова на Дністрі | 1936            | Рішеннявиконкому Тернопільської обласної ради від 14.07.1989 № 162 |
| 2  | Поселення Боришківці І                                 | Трипільська культура (IV — кінець III тис. до н. е.) | С. Боришківці, на березі р. Збруч | 1947            | Наказ управління культури обласної державної адміністрації від 18.10.2005 № 112                                                                                           |
| 3  | Вал Траяна Боришківці ІІ                               | Недатований | С. Боришківці, північна частина села | 1948            | Наказ управління культури обласної державної адміністрації від 18.10.2005 № 112                                                                                           |
| 4  | Траянів вал Вигода І                                   | Недатовано | С. Вигода, 500 м на південний схід від села, тягнеться від р. Збруч до р. Дністер. | 68              | Рішення виконкому Тернопільської обласної ради від 22.03.1971 № 147 |
| 5  | Поселення Вигода ІІ                                    | Трипільська культура (IV — кінець III тис. до н. е.), етап ВІІ | С. Вигода, урочище Гора Стрілка, східна околиця села, на пологому південно-му схилі поля | 1957            | Рішення виконкому Тернопільської обласної ради від 14.07.1989 № 162 |
| 6  | Стоянка та городище Вигода III                         | фінальний палеоліт (15—10 тис. р. до н. е.); трипільська культура (V—IV тис. до н. е.); епоха бронзи — ранньозалізний вік (ІІ—І тис. до н. е.); | С. Вигода, південно-східні околиці села, на високому лівому березі р. Дністер | 1995            | Наказ департаменту культури, релігій та національностей обласної державної адміністрації від 15.05.2014 № 76-од                                                           |
| 7  | Траянів вал Вигода IV                                  | Недатовано | С. Вигода, південно-східні околиці села, з правої сторони від пороги на с. Окопи. Паралельно до дороги | 2081            | Наказ управління культури обласної державної адміністрації від 09.03.2017 № 34-од                                                                                         |
| 8  | Могильник Вільховець І                                 | Давньоруський час (XII—XIII ст.) | С. Вільховець, при дорозі на Мельницю-Подільську | 1961            | Наказ управління культури обласної державної адміністрації від 18.10.2005 № 112                                                                                           |
| 9  | Поселення Вільховець ІІ                                | Трипільська культура (IV — кінець III тис. до н. е.) | С. Вільховець, урочище «Нерест», південно-східні околиці села, лівий берег р. Дністер | 1959            | Наказ управління культури обласної державної адміністрації від 18.10.2005 № 112                                                                                           |
| 10 | Поселення Вільховець III                               | Празька культура (V—VII ст. н. е.) | С. Вільховець, південно-східні околиці села, на першій надзаплавній терасі лівого берега р. Дністер. | 1960            | Наказ управління культури обласної державної адміністрації від 18.10.2005 № 112                                                                                           |
| 11 | Поселення Горошова І                                   | Голіградська культура (XI—VII ст. до н. е.; фракійський гальштат, пізній етап) | С. Горошова, урочище «Жабокривче», на невисокій терасі лівого берега р. Дністер | 1976            | Наказ управління культури обласної державної адміністрації від 18.10.2005 № 112                                                                                           |
| 12 | Поселення Горошова ІІ                                  | Трипільська культура (IV — кінець III тис. до н. е.) | С. Горошова, в лісі, в районі, де тераса берега р. Дністер повертає із заходу на південь | 1978            | Наказ управління культури обласної державної адміністрації від 18.10.2005 № 112                                                                                           |
| 13 | Поселення Горошова III                                 | Черняхівська культура (III—IV ст. н. е.) | С. Горошова, урочище «Селище», західна частина | 1979            | Наказ управління культури обласної державної адміністрації від 18.10.2005 № 112                                                                                           |
| 14 | Стоянка Горошова IV                                    | Мезоліт (кінець IX—VI тис. до н. е.) | С. Горошова, урочище «Селище», з лівої сторони яру і річковой тераси | 1977            | Наказ управління культури обласної державної адміністрації від 18.10.2005 № 112                                                                                           |
| 15 | Поселення Горошова V                                   | Трипільська культура (IV — кінець III тис. до н. е.); давньоруський час (XII—XIII ст.) | С. Горошова, за 300 м на південь від Горошова IV | 1972            | Наказ управління культури обласної державної адміністрації від 18.10.2005 № 112                                                                                           |
| 16 | Стоянка та поселення Горошова VI                       | Мезоліт (кінець IX—VI тис. до н. е.); трипільська культура (IV — кінець III тис. до н. е.); черняхівська культура (кін. ІІ — поч. V ст. н. е.); давньоруський час (XII—XIII ст.)                                                                                       | С. Горошова, урочище «Селище», південна частина | 1973            | Наказ управління культури обласної державної адміністрації від 18.10.2005 № 112                                                                                           |
| 17 | Курган Горошова VII                                    | Недатовано | С. Горошова, поблизу урочище «Селище», на вискоій корінній терасі р. Дністер у Зх частині плато | 1974            | Наказ управління культури обласної державної адміністрації від 18.10.2005 № 112                                                                                           |
| 18 | Курган Горошова VIII                                   | Недатовано | С. Горошова, на південь від Горошова VII | 1975            | Наказ управління культури обласної державної адміністрації від 18.10.2005 № 112                                                                                           |
| 19 | Поселення Горошова IX                                  | Ранній залізний вік (І тис. до н. е.); черняхівська культура (кін. ІІ — поч. V ст. н. е.) | С. Горошова, за 800 м на північний захід від села, на мисоподібному підвищенні високої тераси лівого берега р. Дністер | 1980            | Наказ управління культури обласної державної адміністрації від 18.10.2005 № 112                                                                                           |
| 20 | Поселення Горошова Х                                   | Західно-подільська група скіфського часу (друга половина VII—V ст. до н. е.); культура поянешти-лукашівка (початок ІІ ст. до н. е. — до другої половини І ст. до н. е.); празька культура (V—VII ст. н. е.)                                                            | С. Горошова, урочище Підгороддя, на першій надзапалвній терасі лівого берега Дністра, між селами Горошова і Устя | 1971            | Рішення виконкому Тернопільської обласної ради від 14.07.1989 № 162 |
| 21 | Городище Дзвенигород І                                 | Давньоруський час (XII—XIII ст.) | С. Дзвенигород, урочище «Городище», територія бази педуніверситету, на високому лівому березі р. Дністер при впадінні безіменного струмка, в центрі села                                                                                 | 1983            | Наказ управління культури обласної державної адміністрації від 18.10.2005 № 112                                                                                           |
| 22 | Могильник Дзвенигород ІІ                               | Давньоруський час (XII—XIII ст.) | С. Дзвенигород, урочище «Городище», поруч із городищем | 1984            | Наказ управління культури обласної державної адміністрації від 18.10.2005 № 112                                                                                           |
| 23 | Поселення Дзвинячка І                                  | Комарівська культура (XVI—XIV ст. до н. е.); давньоруський час (XII—XIII ст.) | С. Дзвинячка, південно-західні околиці села, з лівої сторонни дороги | 4459-Тр         | Наказ департаменту культури, релігій та національностей облдержадміністрації від 15.05.2014 № 76-од, Наказ Міністерства культури України від 18.04.2017 № 323             |
| 24 | Поселення Збручанське І                                | Трипільська культура (IV — кінець III тис. до н. е.) | С. Збручанське, урочище «Поле вище печери», на правому березі р. Збруч на мисоподібному плато вище печер у ПдЗх околицях села під лісом на городах                                                                                       | 1990            | Наказ управління культури обласної державної адміністрації від 18.10.2005 № 112                                                                                           |
| 25 | Поселення Збручанське ІІ                               | Середній період трипільської культура, етап ВІІ, шипинецька локальна група, трипільська культура (IV — кінець III тис. до н. е.) | С. Збручанське (колишня Новосілка), урочище Соколів | 1989            | Рішення виконкому Тернопільської обласної ради від 14.07.1989 № 162 |
| 26 | Городище Кудринці І і замок                            | Трипільська культура (IV — кінець III тис. до н. е.), давньоруський час (XII—XIII ст.); XV—XVII ст. | С. Кудринці, урочище «Городище», на північно-східній околиці села на правому березі р. Збруч на високому мисоподібному виступі, біля старого кар'єру                                                                                     | 2008            | Наказ управління культури обласної державної адміністрації від 18.10.2005 № 112                                                                                           |
| 27 | Поселення Кудринці ІІ                                  | Трипільська культура (IV — кінець III тис. до н. е.) | С. Кудринці, урочище Поле Гончариха, на північ від села, на північ від замку, на правому березі р. Збруч | 73              | Рішення виконкому Тернопільської обласної ради від 22.03.1971 № 147 |
| 28 | Поселення Кудринці III                                 | Черняхівська культура (III—IV ст. н. е.); | С. Кудринці, урочище «За горою», на лівому березі безіменного струмка | 2006            | Наказ управління культури обласної державної адміністрації від 18.10.2005 № 112                                                                                           |
| 29 | Вал Траяна Кудринці IV                                 | Недатовано | від с. Кудринці до с. Завалля, вздовж похилої частини корінного берега р. Збруч | 2007            | Наказ управління культури обласної державної адміністрації від 18.10.2005 № 112                                                                                           |
| 30 | Поселення Мельниця-Подільська І                        | Трипільська культура (IV—III тис. до н. е.);культура фракійського гальштату (XI—VII ст. до н. е.); черняхівська культура (III—IV ст. н. е.) | Смт Мельниця-Подільська, урочище Гончариха, на південно-західному схилі невеликого підвищення над балкою по якій протікає струмок | 2018            | Рішення виконкому Тернопільської обласної ради від 14.07.1989 № 162 |
| 31 | Поселення Мельниця-Подільська ІІ                       | Трипільська культура (IV—III тис. до н. е.); культура фракійського гальштату (XI—VII ст. до н. е.) | Смт Мельниця-Подільська, урочище Бавка, територія глиняного кар'єру | 2019            | Рішення виконкому Тернопільської обласної ради від 14.07.1989 № 162 |
| 32 | Поселення Мельниця-Подільська III                      | Черняхівська культура (III—IV ст. н. е.) (поселення ІІ) | Смт Мельниця-Подільська, урочище «Базюкова гора», 2 км на північний схід від селища | 2016            | Наказ управління культури обласної державної адміністрації від 18.10.2005 № 112                                                                                           |
| 33 | Поселення Мельниця-Подільська IV                       | Західно-подільська група скіфського часу (VII—V ст. до н. е.) | Смт Мельниця-Подільська, 2 км на південний-схід від східних околиць селища, лівий берег струмка | 1724            | Наказ управління культури обласної державної адміністрації від 27.01.2010 № 16                                                                                            |
| 34 | Курган Мельниця-Подільська V                           | Недатовано | Смт Мельниця-Подільська, урочище «Стара Діброва» | 2017            | Наказ управління культури обласної державної адміністрації від 18.10.2005 № 112                                                                                           |
| 35 | Поселення Мельниця-Подільська VI                       | Празька культура (V—VII ст. н. е.), ранньослов'янська культура (VI—VII ст. н. е.) | Смт Мельниця-Подільська, урочище Нове Поле, на березі р. Дністер, в районі яру | 2014            | Рішення виконкому Тернопільської обласної ради від 14.07.1989 № 162 |
| 36 | Стоянка Мельниця-Подільська VII                        | Пізній палеоліт (40—10 тис. років тому) | Смт Мельниця-Подільська, за 500 м на південь від селища, на високому березі р. Дністер, на городах, біля лісопосадки і шосейної дороги                                                                                                   | 2015            | Наказ управління культури обласної державної адміністрації від 18.10.2005 № 112                                                                                           |
| 37 | Поселення Мельниця-Подільська VIII                     | Давньоруський час (XII—XIII ст.) | Смт Мельниця-Подільська, південно-східні околиці біля хутора | 4461-Тр         | Наказ департаменту культури, релігій та національностей обласної державної адміністрації від 15.05.2014 № 76-од, Наказ Міністерства культури України від 18.04.2017 № 323 |
| 38 | Поселення Мельниця-Подільська IX                       | епоха бронзи — ранньозалізний вік (ІІ—І тис. до н. е.) | Смт Мельниця-Подільська, південно-східні околиці біля хутора, за 100 м від дороги | 4460-Тр         | Наказ департаменту культури, релігій та національностей обласної державної адміністрації від 15.05.2014 № 76-од, Наказ Міністерства культури України від 18.04.2017 № 323 |
| 39 | Стоянка багатошарова Михалків І                        | Середній палеоліт (150—40 тис. років тому); мезоліт (кінець IX—VI тис. до н. е.) | С. Михалків, урочище Крем'янка, на краю високого мисоподібного виступу лівого берега р. Нічлава, східни околиці села, поряд із колишнім кар'єром                                                                                         | 2020            | Розпорядження Представника Президента України у Тернопільській області від 25.06.1992 № 148                                                                               |
| 40 | Багатошарова пам'ятка (стоянка, поселення) Михалків ІІ | Середній палеоліт (150—40 тис. років тому) пізній палеоліт (40—10 тис. років тому); ранній залізний вік (І тис. до н. е.) | С. Михалків, урочище «Дорога біля Пилипчанського поля», північно-західні околиці села, на вершині вододілу Дністра і Нічлави (лівий берег)                                                                                               | 2021            | Наказ управління культури обласної державної адміністрації від 18.10.2005 № 112                                                                                           |
| 41 | Поселення Окопи І                                      | Трипільська культура (IV—III тис. до н. е.); культура фракійського гальштату (XI—VII ст. до н. е.) | С. Окопи, мис між Збручем і Дністром, правий берег р. Збруч | 2025            | Рішення виконкому Тернопільської обласної ради від 14.07.1989 № 162 |
| 42 | Поселення Окопи ІІ                                     | Трипільська культура (IV—III тис. до н. е.) | С. Окопи, західна частина села, біля «Львівської брами» | 4347-Тр         | Наказ Міністерства культури України від 23.01.2012 № 51 |
| 43 | Стоянка та поселення Устя І                            | Пізній палеоліт (40—10 тис. років тому); мезоліт (кінець IX—VI тис. до н. е.); Трипільська культура (IV — кінець III тис. до н. е.); ранній залізний вік (І тис. до н. е.)                                                                                             | С. Устя, урочище «Ясенівка», на мисоподібному утворенні при впадіння Нічлави в Дністер | 2072            | Наказ управління культури обласної державної адміністрації від 18.10.2005 № 112                                                                                           |
| 44 | Стоянка Устя ІІ                                        | Мезоліт (кінець IX—VI тис. до н. е.) | С. Устя, урочище Хриплів (над високим залісненим яром), на високому лівому березі Дністра за 2 км від східних околиць села в нижній частині платоподібного схилу яру                                                                     | 2074            | Рішення виконкому Тернопільської обласної ради від 14.07.1989 № 162 |
| 45 | Стоянка та поселення Устя III                          | Середній палеоліт (150—40 тис. років тому); культура ноа (XIII—XII ст. до н. е.); голіградська культура (XI—VII ст. до н. е.) | С. Устя, урочище Хриплів, 2 км на схід від села понад глибоким яром на межі з с. Худиківці | 4464-Тр         | Рішення виконкому Тернопільської обласної ради від 14.07.1989 № 162, Наказ Міністерства культури України від 18.04.2017 р. № 323                                          |
| 46 | Стоянка Устя IV                                        | Мезоліт (кінець IX—VI тис. до н. е.) | С. Устя, урочище Хриплів, на високому лівому березі р. Дністер, на відстані 0,5 км від східних околиць села, справа від шосе на с. Михалків, над піщаним кар'єром                                                                        | 2073            | Розпорядження Представника Президента України у Тернопільській області від 25.06.1992 № 148                                                                               |
| 47 | Поселення Устя V                                       | Трипільська культура (IV — кінець III тис. до н. е.) | С. Устя, урочище Ясенівка, біля городища, на привершинному схилі правого берега р. Нічлава і лівого берега р. Дністер, ур. Ясенівка, в південно-західних околицях села                                                                   | 1231            | Рішення виконкому Тернопільської обласної ради від 14.07.1989 № 162 |
| 48 | Городище Устя VI                                       | Давньоруський час (XII—XIII ст.) | С. Устя, урочище Над Темником, за 1,5 км на південний захід від села на лівому березі р. Дністер (один комплекс із поселенням | 4440-Тр         | Рішення виконкому Тернопільської обласної радивід 14.07.1989 № 162, Наказ Міністерства культури України від 18.04.2017 № 325                                              |
| 49 | Поселення Устя VII                                     | Давньоруський час (XII—XIII ст.) | С. Устя, 1 км на південний схід від села, на високому плато лівого берега р. Дністер | 2052            | Наказ управління культури обласної державної адміністрації від 18.10.2005 № 112                                                                                           |
| 50 | Стоянка Устя VIII                                      | Середній палеоліт (150—40 тис. років тому) | С. Устя, урочище «Кар'єр на Хриплові», 500 м на схід від села, над піщаним кар'єром, на високому березі Дністра | 2053            | Наказ управління культури обласної державної адміністрації від 18.10.2005 № 112                                                                                           |
| 51 | Стоянка Устя IX                                        | Мезоліт (кінець IX—VI тис. до н. е.) | С. Устя, урочище «Біля старого цвинтаря», північно-східні околиці села, на вершині мисоподіб-ного виступу, утвореного долина-ми річок Нічлава і Дністер, при їх злитті, біля кладовища іферм                                             | 2075            | Наказ управління культури обласної державної адміністрації від 18.10.2005 № 112                                                                                           |
| 52 | Стоянка Устя Х                                         | Пізній палеоліт (40—10 тис. років тому) | С. Устя, урочище «Новий піщаний кар'єр», лівий берег р. Дністер, на 3-й терасі, за 1,5 км на південний схід від околиць села | 2076            | Наказ управління культури обласної державної адміністрації від 18.10.2005 № 112                                                                                           |
| 53 | Поселення Устя XI                                      | Черняхівська культура (III—IV ст. н. е.) | С. Устя, 1 км на північний захід від села (вул. Качерівка), лівий берег р. Дністер, на краю 1-ї надзаплавної тераси | 2077            | Наказ управління культури обласної державної адміністрації від 18.10.2005 № 112                                                                                           |
| 54 | Стоянка Устя XII                                       | Мезоліт (кінець IX—VI тис. до н. е.) | С. Устя, за 250 м на південний схід від Устя XI, лівий берег р. Дністер | 2078            | Наказ управління культури обласної державної адміністрації від 18.10.2005 № 112                                                                                           |
| 55 | Стоянка Устя XIII                                      | Мезоліт (кінець IX—VI тис. до н. е.) | С. Устя, на 3-й надзаплавній терасі лівого берегу р. Дністер, біля лісу | 2079            | Наказ управління культури обласної державної адміністрації від 18.10.2005 № 112                                                                                           |
| 56 | Стоянка та поселення Устя XIV                          | Середній палеоліт (150—40 тис. років тому); мезоліт (кінець IX—VI тис. до н. е.); бронза–ранній залізний вік (І тис. до н. е.) | С. Устя, лівий берег р. Дністер, урочище «Качерівка», коло дороги | 2070            | Наказ управління культури обласної державної адміністрації від 18.10.2005 № 112                                                                                           |
| 57 | Стоянка Устя XV                                        | Мезоліт (кінець IX—VI тис. до н. е.) | С. Устя, лівий берег р. Дністер, урочище «Качерівка», західна частина, на підвищенні, на вододілі першої надзаплавної тераси | 2054            | Наказ управління культури обласної державноїадміністрації від 18.10.2005 № 112                                                                                            |
| 58 | Поселення Устя XVI                                     | Голіградська культура (XI—VII ст. до н. е.) | С. Устя, лівий берег р. Дністер, урочище «Качерівка», західна частина, вздовж берега | 2057            | Наказ управління культури обласної державної адміністрації від 18.10.2005 № 112                                                                                           |
| 59 | Стоянка Устя XVII                                      | Пізній палеоліт (40—10 тис. років тому), мезоліт (кінець IX—VI тис. до н. е.) | С. Устя, на супіщаній терасі лівого берегу р. Дністер, біля урочища «Качерівка», коло дороги до річки | 2056            | Наказ управління культури обласної державної адміністрації від 18.10.2005 № 112                                                                                           |
| 60 | Стоянка Устя XVIII                                     | Мезоліт (кінець IX—VI тис. до н. е.) | С. Устя, урочище «Голятин», за 200 м від села на краю високої тераси і яру, що відмежо-вує село від поля | 2055            | Наказ управління культури обласної державної адміністрації від 18.10.2005 № 112                                                                                           |
| 61 | Поселення Устя XIX                                     | Трипільська культура (IV — кінець III тис. до н. е.) | С. Устя, на краю села, правий берег р. Нічлава, в районі кар'єру і дороги, що веде до с. Горошова | 2071            | Наказ управління культури обласної державної адміністрації від 18.10.2005 № 112                                                                                           |
| 62 | Стоянка Устя XX                                        | Середній палеоліт (150—40 тис. років тому); мезоліт (кінець IX—VI тис. до н. е.) | С. Устя, на вершині плато, на мисі, утвореному крутим поворотом лінії тераси р. Дністер із північного сходу на південь | 2058            | Наказ управління культури обласної державної адміністрації від 18.10.2005 № 112                                                                                           |
| 63 | Стоянка Устя XXI                                       | Мезоліт (кінець IX—VI тис. до н. е.) | С. Устя, за 500 м на південний захід від Устя XX, на краю тераси на найвищому місці плато | 2068            | Наказ управління культури обласної державної адміністрації від 18.10.2005 № 112                                                                                           |
| 64 | Стоянка Устя XXII                                      | Мезоліт (кінець IX—VI тис. до н. е.) | С. Устя, за 1,5 км від Устя XX, на курганопо-дібному підвищенні | 2061            | Наказ управління культури обласної державної адміністрації від 18.10.2005 № 112                                                                                           |
| 65 | Стоянка Устя XXIII                                     | Середній палеоліт (150—40 тис. років тому); мезоліт (кінець IX—VI тис. до н. е.) | С. Устя, поряд з Устя XXII, на краю тераси | 2059            | Наказ управління культури обласної державної адміністрації від 18.10.2005 № 112                                                                                           |
| 66 | Стоянка Устя XXIV                                      | Мезоліт (кінець IX—VI тис. до н. е.) | С. Устя, на мисі, утвореному крутим поворотом лінії тераси р. Дністер із південного заходу на південний схід | 2069            | Наказ управління культури обласної державної адміністрації від 18.10.2005 № 112                                                                                           |
| 67 | Стоянка Устя XXV                                       | Мезоліт (кінець IX—VI тис. до н. е.) | С. Устя, на високій терасі лівого берега р. Дністер, біля кар'єру, 2 км на південь від села, на схід від дороги | 2062            | Наказ управління культури обласної державної адміністрації від 18.10.2005 № 112                                                                                           |
| 68 | Стоянка та поселення Устя XXVI                         | Середній палеоліт (150—40 тис. років тому); культура ноа (XIII—XII ст. до н. е.) | С. Устя, урочище «Жабокривче», південно-східна частина, на південний захід від села за лісом у районі струмка | 2065            | Наказ управління культури обласної державної адміністрації від 18.10.2005 № 112                                                                                           |
| 69 | Стоянка та поселення Устя XXVII                        | Пізній палеоліт (40—10 тис. років тому); мезоліт (кінець IX—VI тис. до н. е.); трипільська культура (IV — кінець III тис. до н. е.); голіградська культура (XI—VII ст. до н. е.); черняхівська культура (кін. ІІ — поч. V ст. н. е.); давньоруський час (XII—XIII ст.) | С. Устя, урочище «Жабокривче», південно-західна частина, на обох берегах безіменного потічка, що впадає в Дністер | 2064            | Наказ управління культури обласної державної адміністрації від 18.10.2005 № 112                                                                                           |
| 70 | Поселення Устя XXVIII                                  | Голіградська культура (XI—VII ст. до н. е.) | С. Устя, на південний захід від села, лівий берег р. Дністер | 2063            | Наказ управління культури обласної державної адміністрації від 18.10.2005 № 112                                                                                           |
| 71 | Стоянка та поселення Устя XXIX                         | Середній палеоліт (150—40 тис. років тому); трипільська культура (IV — кінець III тис. до н. е.) | С. Устя, урочище «Над темником», привершинний схил, 1 км на південь від села | 2060            | Наказ управління культури обласної державної адміністрації від 18.10.2005 № 112                                                                                           |
| 72 | Стоянка Устя XXX                                       | Середній палеоліт (150—40 тис. років тому) | С. Устя, урочище «Лисий горб», північний схил пагорба, на південь від урочища Над Темником, 1,5 км на південь від села | 2066            | Наказ управління культури обласної державної адміністрації від 18.10.2005 № 112                                                                                           |
| 73 | Стоянка та поселення Устя XXXI                         | Середній палеоліт (150—40 тис. років тому); трипільська культура (IV — кінець III тис. до н. е.) | С. Устя, біля дороги на Горошову, поряд з урочищем «Ясенівка» | 2067            | Наказ управління культури обласної державної адміністрації від 18.10.2005 № 112                                                                                           |
| 74 | Городище Устя XXXII                                    | Давньоруський час (XII—XIII ст.) | С. Устя, урочище «Ясенівка», при впадінні р. Нічлава в Дністер | 2050            | Наказ управління культури обласної державної адміністрації від 18.10.2005 № 112                                                                                           |
| 75 | Могильник підплитовий Устя XXXIII                      | Давньоруський час (XII—XIII ст.) | С. Устя, урочище «Ясенівка», поруч із городищем | 2051            | Наказ управління культури обласної державної адміністрації від 18.10.2005 № 112                                                                                           |
| 76 | Могильник ґрунтовий Устя XXXIV                         | Давньоруський час (XII—XIII ст.) | С. Устя, урочище «Городище» «Над Темником», поруч із городищем | 4441-Тр         | Наказ управління культури Тернопільської обласної державної адміністрації від 18.10.2005 № 112, Наказ Міністерства культури України від 18.04.2017 № 325                  |
| 77 | Поселення Устя XXXV                                    | Давньоруський час (XII—XIII ст.) | С. Устя, урочище «Підгороддя» «Над Темником», на захід від городища | 2047            | Наказ управління культури обласної державної адміністрації від 18.10.2005 № 112                                                                                           |
| 78 | Поселення Устя XXXVI                                   | Черняхівська культура (III—IV ст. н. е.) | С. Устя, урочище «Бабиня», лівий берег р. Дністер | 2049            | Наказ управління культури обласної державної адміністрації від 18.10.2005 № 112                                                                                           |
| 79 | Стоянка та поселення Худиківці І                       | Середній палеоліт (150—40 тис. років тому); пізній палеоліт (40—10 тис. років тому); мезоліт (кінець IX—VI тис. до н. е.); культура фракійського гальштату (Х—VII ст. до н. е.)                                                                                        | С. Худиківці, урочище Поле біля Яру, по лівому борту яру Хриплів, на високому березі р. Дністер за 3 км на північний захід від села. | 1247            | Рішення виконкому Тернопільської обласної ради від 14.07.1989 № 162 |
| 80 | Поселення Худиківці ІІ                                 | Голіградська культура (XI—VII ст. до н. е.) | С. Худиківці, на вершині лівого берегу р. Дністер, за 2 км на північний захід від села, біля краю лісопосадки за 600—800 м від яру | 2082            | Наказ управління культури обласної державної адміністрації від 18.10.2005 № 112                                                                                           |
| 81 | Стоянка Худиківці III                                  | Мезоліт (кінець IX—VI тис. до н. е.) | С. Худиківці, урочище Крайній Яр, в південно-східних околицях села на підвищеній ділянці мису, утвореному лівим берегом Дністра і широким ерозійним яром-балкою                                                                          | 1213            | Рішення виконкому Тернопільської обласної ради від 14.07.1989 № 162 |
| 82 | Стоянка та поселення Худиківці IV                      | Пізній палеоліт (40—10 тис. років тому); енеоліт (IV—III тис. до н. е.) | С. Худиківці, урочище «Поле за крайнім яром», лівий берег р. Дністер, за 1 км від північно-захід-них околиць села безпосередньо під лісом                                                                                                | 2081            | Наказ управління культури обласної державної адміністрації від 18.10.2005 № 112                                                                                           |
| 83 | Стоянка Худиківці V                                    | Пізній палеоліт (40—10 тис. років тому); мезоліт (кінець IX—VI тис. до н. е.) | С. Худиківці, урочище Дібрівка, північно-західні околиці села, на вершині мисопо-дібного утворення, утвореного лівим берегом р. Дністер і правим берегом його притоки р. Вікторівка, на ділянці ґрунтової дороги в бік траси на Заліщики | 2081            | Розпорядження Представника Президента України у Тернопільській області від 25.06.1992 № 148                                                                               |
| 84 | Поселення Худиківці VI                                 | Черняхівська культура (III—IV ст. н. е.) | С. Худиківці, на захід від хутора Кольонія | 2080            | Наказ управління культури обласної державної адміністрації від 18.10.2005 № 112                                                                                           |

## Пам'ятки архітектури
| №   | Назва                                    | Дата             | Адреса                  | Охоронний номер | Документ про взяття на облік                          |
| --- | ---------------------------------------- | ---------------- | ----------------------- | --------------- | ----------------------------------------------------- |
| 1.  | Церква св. Михаїла (мур.)                | 1875 р.          | С. Білівці              | 423             | Рішення Тернопільського ОВК від 31.03.1992 р. № 30    |
| 2.  | Вали городища                            | IX ст.           | С. Дзвенигород          | 1563            | Постанова Ради Міністрів УРСР від 06.09.1979 р. № 442 |
| 3.  | Церква Успіння Діви Марії (мур.)         | 1801 р.          | С. Дзвенигород          | 1564/1          | Постанова Ради Міністрів УРСР від 06.09.1979 р. № 442 |
| 4.  | Дзвіниця Успіння Діви Марії              | 1801 р.          | С. Дзвенигород          | 1564/2          | Постанова Ради Міністрів УРСР від 06.09.1979 р. № 442 |
| 5.  | Церква Успенія                           | 1884—1894 рр.    | С. Дзвинячка            | 398             | Рішення Тернопільського ОВК від 31.03.1992 р. № 30    |
| 6.  | Костел (мур.)                            | 1939 р.          | С. Збручанське          | 376             | Рішення Тернопільського ОВК від 31.03.1992 р. № 30    |
| 7.  | Церква св. Миколи (мур.)                 | XIV ст.          | С. Збручанське          | 1565            | Постанова Ради Міністрів УРСР від 06.09.1979 р. № 442 |
| 8.  | Церква Вознесіння Христового             | 1924 р.          | С. Зелене               | 429             | Рішення Тернопільського ОВК від 31.03.1992 р. № 30    |
| 9.  | Замок (руїни) (мур.)                     | початок XVII ст. | С. Кудринці             | 1568            | Постанова Ради Міністрів УРСР від 06.09.1979 р. № 442 |
| 10. | Церква Благовіщення Пречистої Діви Марії | 1890 р.          | С. Латківці             | 427             | Рішення Тернопільського ОВК від 31.03.1992 р. № 30    |
| 11. | Костел св. Генріха (мур.)                | 1854 р.          | С. Михайлівка           | 399             | Рішення Тернопільського ОВК від 31.03.1992 р. № 30    |
| 12. | Церква Різдва Христового                 | 1854 р.          | С. Михайлівка           | 415             | Рішення Тернопільського ОВК від 31.03.1992 р. № 30    |
| 13. | Церква св. Михаїла                       | 1820 р.          | С. Михалків             | 425             | Рішення Тернопільського ОВК від 31.03.1992 р. № 30    |
| 14. | Костел Святої Трійці (мур.)              | 1693 р.          | С. Окопи                | 385             | Рішення Тернопільського ОВК від 31.03.1992 р. № 30    |
| 15. | Церква св. Юрія (дер.)                   | 1893 р.          | С. Окопи                | 424             | Рішення Тернопільського ОВК від 31.03.1992 р. № 30    |
| 16. | Фортеця Святої Трійці (руїни) (мур.)     | 1692 р.          | С. Окопи                | 1572/0          | Постанова Ради Міністрів УРСР від 06.09.1979 р. № 442 |
| 17. | Львівська брама (мур.)                   | 1692 р.          | С. Окопи                | 1572/1          | Постанова Ради Міністрів УРСР від 06.09.1979 р. № 442 |
| 18. | Кам'янецька брама (мур.)                 | 1692 р.          | С. Окопи                | 1572/2          | Постанова Ради Міністрів УРСР від 06.09.1979 р. № 442 |
| 19. | Башта над річкою Збруч (мур.)            | 1692 р.          | С. Окопи                | 1572/3          | Постанова Ради Міністрів УРСР від 06.09.1979 р. № 442 |
| 20. | Мури (мур.)                              | 1692 р.          | С. Окопи                | 1572/4          | Постанова Ради Міністрів УРСР від 06.09.1979 р. № 442 |
| 21. | Земляні вали                             | 1692 р.          | С. Окопи                | 1572/5          | Постанова Ради Міністрів УРСР від 06.09.1979 р. № 442 |
| 22. | Церква св. Якова                         | 1852 р.          | С. Панівці              | 412             | Рішення Тернопільського ОВК від 31.03.1992 р. № 30    |
| 23. | Церква св. Миколая                       | 1857 р.          | С. Трубчин              | 428             | Рішення Тернопільського ОВК від 31.03.1992 р. № 30    |
| 24. | Костел (церква св. Михаїла) (мур.)       | 1696 р.          | С. Устя                 | 402             | Рішення Тернопільського ОВК від 31.03.1992 р. № 30    |
| 25. | Церква св. Параскеви                     | 1730 р.          | С. Худиківці            | 420             | Рішення Тернопільського ОВК від 31.03.1992 р. № 30    |
| 26. | Церква св. Михаїла                       | 1872 р.          | Смт Мельниця Подільська | 408             | Рішення Тернопільського ОВК від 31.03.1992 р. № 30    |

## Пам'ятки історії
| №  | Назва | Дата               | Адреса                               | Охоронний номер | Документ про взяття на облік                                                                     |
| -- | --- | ------------------ | ------------------------------------ | --------------- | ------------------------------------------------------------------------------------------------ |
| 1  | Військове кладовище: Братські могили воїнів Радянської армії, серед яких Герой Радянського Союзу Митяшкін А. Г.                                   | 1953 р.            | Смт Мельниця-Подільська, сквер       | 76              | Рішення виконкому Тернопільської обласної ради від 22.03.1971 р. № 147                           |
| 2  | Пам'ятне місце страти члена Організації Українських Націоналістів, районного провідника Організації Українських Націоналістів Качнівського Антона |                    | Смт Мельниця-Подільська, центр, парк | 3129            | Наказ управління культури Тернопільської обласної державної адміністрації від 27.01.2010 р. № 16 |
| 3  | Пам'ятний знак воїнам-землякам, які загинули в роки Другої світової війни                                                                         | 1967 р.            | С. Вигода                            | 84              | Рішення виконкому Тернопільської обласної ради від 22.03.1971 р. № 147                           |
| 4  | Пам'ятний знак воїнам-землякам, які загинули в роки Другої світової війни                                                                         | 1974 р.            | С. Вільхівець                        | 213             | Рішення виконкому Тернопільської обласної ради від 12.06.1978 р. № 286                           |
| 5  | Пам'ятний знак воїнам-землякам, які загинули в роки Другої світової війни                                                                         | 1969 р.            | С. Горошова                          | 162             | Рішення виконкому Тернопільської обласної ради від 22.03.1971 р. № 147                           |
| 6  | Пам'ятний знак (хрест) воїнам-землякам, які загинули в роки Першої світової війни                                                                 |                    | С. Горошова, кладовище               | 3124            | Наказ управління культури Тернопільської обласної державної адміністрації від 27.01.2010 р. № 16 |
| 7  | Пам'ятний знак (хрест) воїнам-землякам, які загинули в роки Другої світової війни                                                                 |                    | С. Горошова, кладовище               | 3125            | Наказ управління культури Тернопільської обласної державної адміністрації від 27.01.2010 р. № 16 |
| 8  | Пам'ятний знак жертвам тоталітарного режиму |                    | С. Горошова, кладовище               | 3126            | Наказ управління культури Тернопільської обласної державної адміністрації від 27.01.2010 р. № 16 |
| 9  | Пам'ятний знак (хрест) на честь скасування панщини                                                                                                | 1848 р.            | С. Горошова, кладовище               | 3127            | Наказ управління культури Тернопільської обласної державної адміністрації від 27.01.2010 р. № 16 |
| 10 | Пам'ятний знак воїнам-землякам, які загинули в роки Другої світової війни                                                                         | 1965 р.            | С. Дністрове                         | 86              | Рішення виконкому Тернопільської обласної ради від 22.03.1971 р. № 147                           |
| 11 | Пам'ятний знак (хрест) на честь миру на землі | Відновлено 1990 р. | С. Збручанське                       | 3128            | Наказ управління культури Тернопільської обласної державної адміністрації від 27.01.2010 р. № 16 |
| 12 | Пам'ятний знак воїнам-землякам, які загинули в роки Другої світової війни                                                                         | 1985 р.            | С. Збручанське                       | 1099            | Рішення виконкому Тернопільської обласної ради від 26.08.1986 р. № 250                           |
| 13 | Пам'ятний знак воїнам-землякам, які загинули в роки Другої світової війни                                                                         | 1965 р.            | С. Зелене                            | 87              | Рішення виконкому Тернопільської обласної ради від 22.03.1971 р. № 147                           |
| 14 | Пам'ятний знак воїнам-землякам, які загинули в роки Другої світової війни                                                                         | 1960 р.            | С. Кудринці, центр, біля річки       | 197             | Рішення виконкому Тернопільської обласної ради від 22.03.1971 р. № 147                           |
| 15 | Пам'ятний знак воїнам-землякам, які загинули в роки Другої світової війни                                                                         | 1986 р.            | С. Михалків                          | 211             | Рішення виконкому Тернопільської обласної ради від 22.03.1971 р. № 147                           |
| 16 | Пам'ятник Мізенчуку С. | 1987 р.            | С. Панівці                           | 1314            | Рішення виконкому Тернопільської обласної ради від 25.10.1988 р. № 243                           |
| 17 | Пам'ятний знак воїнам-землякам, які загинули в роки Другої світової війни                                                                         | 1969 р.            | С. Панівці, центр                    | 91              | Рішення виконкому Тернопільської обласної ради від 22.03.1971 р. № 147                           |
| 18 | Пам'ятний знак (хрест) «За тверезість» | 1874 р.            | С. Панівці, центр                    | 3131            | Наказ управління культури Тернопільської обласної державної адміністрації від 27.01.2010 р. № 16 |
| 19 | Пам'ятний знак воїнам-землякам, які загинули в роки Другої світової війни                                                                         | 1975 р.            | С. Урожайне                          | 217             | Рішення виконкому Тернопільської обласної ради від 12.06.1978 р. № 286                           |
| 20 | Пам'ятний знак воїнам-землякам, які загинули в роки Другої світової війни                                                                         | 1968 р.            | С. Устя                              | 218             | Рішення виконкому Тернопільської обласної ради від 22.03.1971 р. № 147                           |
| 21 | Пам'ятний знак воїнам-землякам, які загинули в роки Другої світової війни                                                                         | 1965 р.            | С. Худиківці                         | 94              | Рішення виконкому Тернопільської обласної ради від 22.03.1971 р. № 147                           |

## Пам'ятки монументального мистецтва
| № | Назва                                                               | Дата    | Адреса                  | Охоронний номер | Документ про взяття на облік                                                                      |
| - | ------------------------------------------------------------------- | ------- | ----------------------- | --------------- | ------------------------------------------------------------------------------------------------- |
| 1 | Пам'ятник поету, письменнику, художнику Шевченку Тарасу Григоровичу | 1995 р. | Смт Мельниця-Подільська | 1319            | Наказ управління культури Тернопільської обласної державної адміністрації від 18.10.2005 р. № 112 |
| 2 | Пам'ятник поету, письменнику, художнику Шевченку Тарасу Григоровичу | 1991 р. | С. Горошова             | 1309            | Наказ управління культури Тернопільської обласної державної адміністрації від 18.10.2005 р. № 112 |
| 3 | Пам'ятник поету, письменнику, художнику Шевченку Тарасу Григоровичу | 1967 р. | С. Зелене               | 107             | Рішення виконкому Тернопільської обласної ради від 22.03.1971 р. № 147                            |
| 4 | Пам'ятник поету, письменнику, художнику Шевченку Тарасу Григоровичу | 1991 р. | С. Кудринці             | 1311            | Наказ управління культури Тернопільської обласної державної адміністрації від 18.10.2005 р. № 112 |
| 5 | Пам'ятний знак воїну-інтернаціоналісту Гричаку Валерію              | 2003 р. | С. Устя                 | 1301            | Наказ управління культури Тернопільської обласної державної адміністрації від 18.10.2005 р. № 112 |